# درو كاسترو
درو كاسترو (بالإنجليزية: Dru Castro)‏ هو منتج أسطوانات وكاتب أغاني أمريكي، ولد في 14 ديسمبر 1976 في مانهاتن في الولايات المتحدة.